# Kinney County
Kinney County je okres ve státě Texas v USA. K roku 2010 zde žilo 3 598 obyvatel. Správním městem okresu je Brackettville. Celková rozloha okresu činí 3 535 km².